# جوشدانه
جوشدانه (به انگلیسی: pimple) تورم کوچکی بر روی پوست که ممکن است حاوی چرک باشد و غالبا در آکنه دیده می‌شود.
جوشدانه اغلب بر روی صورت، پشت، بازو ها بوجود می آید که از بین رفتن آن منوط به درمان پزشکی یا گذراندن دوران سنی آن است.
دستکاری و خالی کردن چرک داخل جوش اغلب موجب ایجاد حفره بر روی پوست شده که در صورتی که روی صورت باشد لطمه زیادی به زیبایی فرد می زند.

## نگارخانه

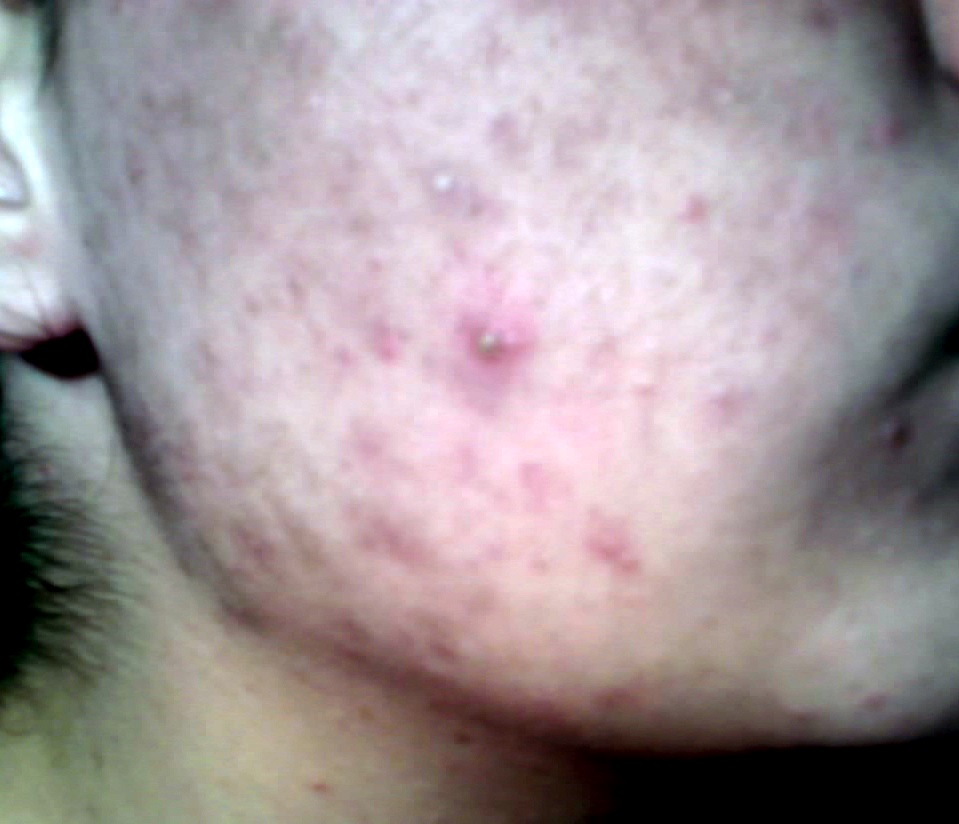
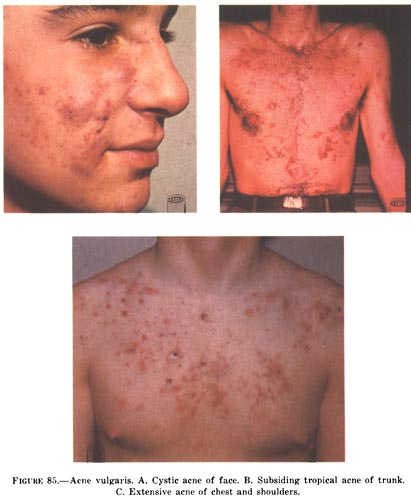
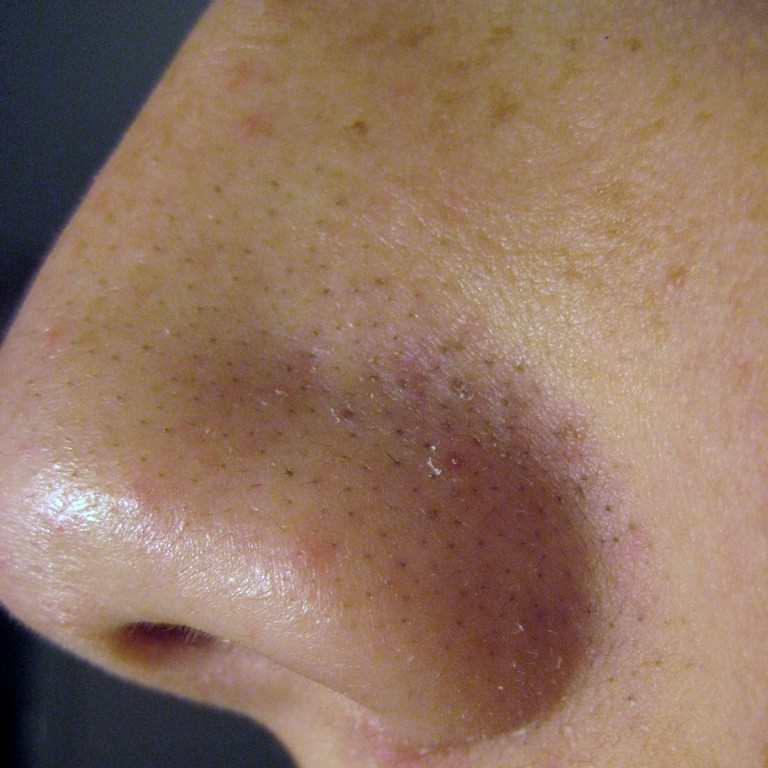